# Patientjournallagen
Patientjournallagen (1985:562) reglerade utformningen av den patientjournal, som ska föras vid vård, undersökning och behandling av patienter inom hälso- och sjukvården. Lagen upphörde att gälla den 1 juli 2008, då den ersattes av patientdatalagen.
Med patientjournal avses de anteckningar, som görs, och de handlingar, som upprättas eller inkommer i samband med vården, och som innehåller uppgifter om patientens hälsotillstånd eller andra personliga förhållanden samt om vårdåtgärder. Patientjournalen ska innehålla de uppgifter, som behövs för en god och säker vård av patienter. uppgifterna ska föras in i journalen så snart det kan ske. 
Om uppgifterna föreligger ska en patientjournal alltid innehålla
- uppgift om patientens identitet
- väsentliga uppgifter om bakgrunden till vården
- uppgift om ställd diagnos och anledning till mera betydande åtgärder
- uppgift om den information, som lämnats till patienten, om de ställningstaganden som gjorts, om val av behandlingsalternativ samt om möjlighet till förnyad medicinsk bedömning
- uppgift om information och samtycke, som lämnats enligt lagen om biobanker i hälso- och sjukvården

Patientjournalen ska innehålla uppgift om vem som har gjort en viss anteckning i journalen och när anteckningen gjordes. En journalanteckning ska – när inte synnerliga hinder möter – signeras av den som svarar för uppgiften. Journalen ska utformas så att patientens integritet respekteras, vara skriven på svenska, tydligt utformad och så långt möjligt förståelig för patienten. Uppgifterna i en journal får inte utplånas eller göras oläsliga om inte Socialstyrelsen förordnat att journalen helt eller delvis ska förstöras. Journalen ska förvaras så att obehöriga inte får tillgång till den.
I patientjournallagen regleras också kopiering av journal, bevarande av journal, vilka som har skyldighet att föra journal, skyldighet att utfärda intyg om vården, Socialstyrelsens rätt att omhänderta journal, rätten att ta del av journal samt förstörandet av journal.